# Songun
Songun, ordagrant "militären först", är en nordkoreansk politisk kampanj som innebär att Koreanska Folkarmén generellt får företräde till ekonomiska resurser. Songun infördes 1995, året efter Kim Il-sungs död.

## Källa
- Hoare, James. (2012) (på engelska). Historical dictionary of the Democratic People's Republic of Korea. Historical dictionaries of Asia, Oceania, and the Middle East. Lanham, Md.: Scarecrow Press. Libris 13892717. ISBN 978-0-8108-6151-0